# Narciso López
Narciso López de Urriola (Caracas, 2 de noviembre de 1797-La Habana, 1 de septiembre de 1851) fue un militar español nacido en la Capitanía General de Venezuela creador de la bandera y del escudo de Cuba.
A partir de una idea de Narciso López, junto a otros exiliados cubanos en Nueva York como el poeta Miguel Teurbe Tolón, José Aniceto Iznaga Borrell, su sobrino José María Sánchez Iznaga, Cirilo Villaverde y Juan Manuel Macías, confeccionaron en 1849 la bandera de Cuba, que es hoy la bandera y pabellón oficial: 2 franjas blancas, tres azules, un triángulo rojo y una estrella solitaria. Sobre ella juraron luchar y ofrendar la vida por hacer de Cuba una república independiente del imperio español. López fue líder de hasta cinco intentos para liberar a Cuba hasta que fuera ejecutado por las autoridades coloniales en La Habana por alta traición mediante garrote vil el 1 de septiembre de 1851.
Algunos historiadores, como Hugh Thomas, argumentan que Narciso López se convirtió en un promotor de la anexión de Cuba a los Estados esclavistas del sur de Estados Unidos. Como corriente política, ese anexionismo de Narciso López fue animado por los intereses expansionistas de los Estados Unidos. Al fracasar en el intento, los estados del sur optaron por el secesionismo del norte industrializado lo cual desembocó en la guerra civil americana.

## Carrera militar
Narciso López nació en la ciudad venezolana de Caracas en 1797. Sus padres fueron Pedro Manuel López y Ana Paula de Oriola, ambos de origen vasco.
Durante el proceso de emancipación de la América Hispana sirvió en el ejército español, luchando entre otras batallas en las de Las Queseras del Medio en 1819 y Carabobo en 1821 donde dirigió el Regimiento Guías del General de la Quinta División del ejército del Mariscal Miguel de la Torre. Su última actuación en Venezuela, fue en la Batalla naval del Lago de Maracaibo en 1823. Al ser destrozada la flota española, el coronel Narciso López huyó a Cuba con los restos del ejército realista, incluyendo a Calixto García de Luna e Izquierdo (abuelo de Calixto García) y Marcos Maceo (padre de Antonio Maceo y José Maceo) que lucharon por la independencia de la isla caribeña.
Cuatro años más tarde marchó a España, y allí frecuentó los círculos criollos. Luchó en la guerra civil que se desata en España (primera Guerra Carlista), donde sus méritos militares le elevaron al grado de brigadier en 1836. En 1839 recibió el cargo de gobernador de Valencia y un año más tarde fue ascendido a general. También ocupó el cargo de gobernador militar de Madrid y representante en las Cortes por Sevilla. Tomó parte en la revolución española de 1840.
Regresó a Cuba en 1840 con Jerónimo Valdés, que había sido nombrado capitán general. Este le confió la Gobernación de las Cuatro Villas (Trinidad, Sancti Spíritus, San Juan de los Remedios y Santa Clara), y la Presidencia de la Comisión Militar Ejecutiva y Permanente contrayendo asimismo matrimonio con María de los Dolores de Frías y Jacott, hermana del gran terrateniente e intelectual cubano, Francisco de Frías y Jacott, IV conde de Pozos Dulces.

## López y la independencia de Cuba

Bandera de Narciso López, actual bandera oficial de Cuba.

Escudo de Cuba.

A la caída de Valdés, el sucesor de este, el capitán general de Cuba Leopoldo O'Donnell, le destituyó en 1843 de sus cargos, y desde entonces se alineó y comprometió con las causas de los terratenientes cubanos, en línea con el mantenimiento de la esclavitud del sur de los Estados Unidos.
En contacto con los grupos autonomistas locales dueños de grandes fortunas en Cuba, se embarcó en acciones contra la metrópoli en las serranías de Manicaragua, como la llamada conspiración de la Mina de la Rosa Cubana de 1848, que tenía ramificaciones en toda la isla y tras cuyo fracaso se vio obligado a huir a Estados Unidos, donde recibió la protección del gobernador del estado de Misisipi.
En aquel mismo año, el contacto entre grupos independentistas cubanos (el de Trinidad, dirigido por el propio López, y el aristocrático de La Habana y Camagüey, liderado por el marqués de Santa Lucía), fructificó en la organización de un Consejo Cubano en Nueva York. José Aniceto Iznaga Borrell, Gaspar Betancourt y Alonso Betancourt pasaron a Washington con el propósito de entrevistarse con el presidente de los Estados Unidos, James Knox Polk, partidario decidido de la doctrina expansionista del Destino Manifiesto. Para llegar a esto, solicitaron la intervención de Jefferson Davis, senador por el estado de Misisipi, y William J. Brown, subsecretario de Comunicaciones. Se presentaron todos en la Casa Blanca el 23 de junio de 1848.  Desde aquella plataforma trataron de sensibilizar a los medios políticos estadounidenses, proponiendo al presidente Polk la compra de Cuba a la Corona de España, negociaciones que, al efectuarse directamente con el gobierno federal, podían significar el fin de la esclavitud lo que no convenía a los intereses que López representaba.
Narciso López, por su lado, se dedicó en Nueva York a preparar una expedición para la liberación de Cuba, a la apertura de suscripciones y financiación a través de la familia Iznaga, a actividades de propaganda e incluso, junto a Teurbe Tolón en Nueva York, al diseño de una bandera, a imagen y semejanza de la de Texas para su incorporación a la Unión como nueva estrella, y que luego se convertiría en la actual bandera cubana.
En julio de 1849 López decidió que la expedición partiría desde Round Island, Misisipi. En ella participaban exilados cubanos y algunos veteranos norteamericanos de la guerra contra México. Otros iban por la oferta de 1000 dólares y 64 hectáreas de tierras cultivables en Cuba que se les habría hecho efectivas en caso de tener éxito. López ofreció el mando al político sudista Jefferson Davis, quien recomendó al coronel Robert E. Lee por 200 000 dólares. Lee rehusó ante la oposición del gobierno de Washington de romper el Tratado de Neutralidad con España de 1818 y consecuentemente, López decidió asumir personalmente la jefatura de la expedición, de varios cientos de hombres. Sin embargo, la expedición fue frustrada en septiembre de 1849 al enviar el presidente de los Estados Unidos Zachary Taylor una fuerza naval para capturar los barcos de López, como consecuencia de un cambio de política con respecto a la anexión de Cuba.
En un segundo intento, López organizó otra expedición, en esta ocasión desde Nueva Orleans. Contó con la ayuda del gobernador de Misisipi John A. Quitman, veterano de la guerra de México al que ofreció el mando de la aventura, que declinó. López asumió la jefatura de la expedición y junto al patriota cubano Ambrosio José González contrataron el bergantín Creole. El 19 de mayo de 1850, con 600 voluntarios de Misisipi y Luisiana desembarcó en Cárdenas, enarbolando por primera vez la que sería tomada en la Asamblea de Guáimaro como la enseña nacional de Cuba, por lo que a Cárdenas se le conoce también con el nombre de Ciudad Bandera. Tras quemar la casa del gobernador López controló la localidad durante varias horas pero la población de la misma no apoyó la revuelta, tras comprobar que el objetivo era mantener la esclavitud. La inferioridad de sus fuerzas y la aproximación de tropas españolas le obligaron a reembarcarse en el Creole.  Una vez que el navío volvió al mar, fue perseguido por el buque de guerra español Pizarro y cambió su rumbo  hasta Cayo Hueso. A pesar del fracaso, fue recibido como héroe en el Sur de Estados Unidos. El 16 de diciembre de 1850 López, González, Quitman y los miembros de la fallida expedición fueron juzgados en Nueva Orleans por haber violado las leyes de neutralidad; después de tres intentos de condenarlos, se abandonó el proceso,  siendo su barco perseguido por un navío de guerra español
El 4 de julio de 1851 un grupo liderado por Joaquín de Agüero se levantó contra los españoles en Las Tunas y declaró la independencia de Cuba. La revuelta sería aniquilada rápidamente y Agüero fue capturado en Camagüey terminando sus días frente a un pelotón de fusilamiento, pero la noticia no hizo sino abrir las apetencias de los inversionistas especuladores en el futuro cubano, lo cual motivó a López a organizarse una vez más para intentar una nueva y última invasión a la isla.
El 3 de agosto de 1851 salió otra vez desde Nueva Orleans una expedición de 420 hombres, entre los que figuraba un "regimiento" de voluntarios sudistas al mando de William J. Crittenden sobrino del presidente en ejercicio Millard Fillmore.  El 12 de agosto de 1851 los mercenarios a bordo de El Pampero, desacatando las órdenes del gobierno federal, desembarcaron en la isla con la pretensión de establecer una república independiente y su posterior anexión a los Estados Unidos.
El desembarco se produjo en la playita del Morrillo de Pinar del Río, actual municipio de Bahía Honda, provincia de Artemisa. El destacamento invasor fue objeto de persecución por el ejército español enviado desde La Habana. Sostuvo un primer encuentro armado victorioso en el poblado de Las Pozas. No obstante, ante la superioridad numérica de los españoles se vio obligado a replegarse hacia la sierra del Rosario, en el curso alto del río Bayate. Una parte del destacamento (cincuenta hombres), que había permanecido en el lugar del desembarco bajo el mando del coronel Crittenden, segundo comandante de la expedición, se reembarcó en El Pampero y fue apresado por los vapores españoles Cárdenas y El Habanero. Los expedicionarios fueron conducidos a La Habana y fusilados el 13 de agosto. Como respuesta a estas muertes el consulado español en Nueva Orleans fue destruido, mientras que los comercios de varios españoles en la ciudad fueron saqueados por las turbas. Posteriormente el gobierno del presidente Millard Fillmore negoció la liberación del resto de prisioneros estadounidenses en manos españolas.
Días después, los mercenarios de López sostuvieron un combate desastroso contra el general español Manuel de Enna y el brigadier Rosales, aunque el propio general Enna fue herido y falleció posteriormente. Con las fuerzas diezmadas, sin apoyo interno, acusado de piratería y bregando por la Sierra, López sostuvo dos batallas más, la última en la Puerta de La Muralla, cerca de San Cristóbal y fue finalmente capturado en Pinos de Rangel; en total, murieron unos 200 expedicionarios en los combates y el resto fue apresado: 160 de ellos fueron enviados a España. López fue conducido a La Habana el 31 de agosto y ejecutado por alta traición, mediante garrote vil, en la mañana del 1 de septiembre de ese año en la explanada del castillo de la Punta: se convirtió posiblemente en la figura más controvertida de la historia de Cuba.
La orden de su ejecución fue emitida por el entonces capitán general de Cuba, José Gutiérrez de la Concha, quien había combatido bajo el mando de López durante el estallido de las guerras carlistas. Las últimas palabras de López fueron «Mi muerte no cambiará los destinos de Cuba».

## Consecuencias de las expediciones de Narciso López
La derrota y muerte de muchos expedicionarios, procedentes de Nueva Orleans, provocó la destrucción del consulado español en aquella ciudad y el cambio de nombre de numerosos habitantes para ocultar su procedencia española. Varios miembros de la familia Iznaga, ante la posibilidad de ser acusados, se trasladaron al estado de Misisipi, donde adquirieron extensiones de tierra para el cultivo de algodón mediante esclavos. Inspirado por las hazañas de López, el filibustero estadounidense William Walker organizó nuevas expediciones para apoderarse de Nicaragua, pero acabó fusilado en 1860 en Trujillo (Honduras). Los estados del Sur cambiaron su política anexionista por la secesionista que condujo a la guerra civil estadounidense entre 1861 y 1865.

## Narciso López como figura controvertida
Narciso López fue un militar del ejército realista en Venezuela, enemigo en el campo de batalla de Simón Bolívar hasta la derrota realista. Durante décadas posteriores labró en la España peninsular una gran carrera militar y política, participando en las guerras civiles llamadas carlistas. Prosiguió su carrera en Cuba, donde se unió a los grandes terratenientes y empresarios de la isla. Fue un fiel patriota a España hasta que fue depuesto de sus cargos y expulsado de la isla de Cuba. Fue esclavista y partidario del esclavismo, lo que llevó a ser rechazado por gran parte de los cubanos y tener buenas conexiones con los norteamericanos. Si bien, en el pasado sus expediciones con la intención de invadir Cuba (caso del Cleopatra y el Pampero) han sido vistas como un movimiento realmente patriótico, hoy su figura es muy controvertida, tachado de racista, esclavista, rechazado por una parte importante de los antiguos cubanos, y movido en sus expediciones con el fin de alentar sus negocios particulares, y sobre todo el de los poderosos y terratenientes tanto cubanos como norteamericanos, de ahí sus buenas conexiones políticas en los estados del sur de USA y la cantidad de mercenarios en sus expediciones procedentes de Alemania, Hungría, EE. UU. y otras nacionalidades. Hoy es visto por la crítica como un oportunista más que un patriota, aunque sus expediciones no fueron indiferentes a nadie en su tiempo.

## Escritos
- Contestación del Mariscal de Campo D. Narciso López a varios cargos relativos a los sucesos últimos de Valencia, Madrid: Imprenta del Eco del Comercio, 1839
- A los señores diputados. Valencia : [s.n.], 1839
- Promissory note for $2000 and Cuban lands, given in return for aid to Cuban expedition of 1850. New Orleans, Patriotic junta for the promotion of the political interests of Cuba, 1850.
- Narciso Lopez y la Isla de Cuba. Caracas, 1851.
- Gaceta de la Habana. Colección de los partes y otros documentos publicados en la Gaceta oficial de la Habana referentes á la invasión de la gavilla de piratas capitaneada por el traidor Narciso López, La Habana: Imprenta del Gobierno y Capitanía General por M., 1851.